# The Kinks Present a Soap Opera
Albums de The Kinks
Preservation Act 2
(1974) Schoolboys in Disgrace
(1975)
Singles
1. Holiday Romance
Sortie : 11 octobre 1974
2. Everybody's a Star (Starmaker)
Sortie : avril 1975
3. Ducks on the Wall
Sortie : 18 avril 1975
4. You Can't Stop the Music
Sortie : 23 mai 1975

The Kinks Present a Soap Opera est le treizième album studio des Kinks. Il est sorti en mai 1975 sur le label RCA Records.
Il s'agit d'un opéra-rock racontant l'histoire d'une vedette musicale qui prend la place de Norman, citoyen lambda, pour découvrir ce qu'est la vie des « gens ordinaires ». Musicalement, on retrouve la section de cuivres et les chœurs féminins de Preservation Act 1 et Act 2. La pochette est l'œuvre de l'artiste Joe Petagno.

## Titres
Toutes les chansons sont écrites et composées par Ray Davies.
| 1. | Everybody's a Star (Starmaker) | 2:57 |
| 2. | Ordinary People                | 3:49 |
| 3. | Rush Hour Blues                | 4:27 |
| 4. | Nine to Five                   | 1:48 |
| 5. | When Work Is Over              | 2:06 |
| 6. | Have Another Drink             | 2:41 |

| 7.  | Underneath the Neon Sign   | 3:53 |
| 8.  | Holiday Romance            | 3:10 |
| 9.  | You Make It All Worthwhile | 3:49 |
| 10. | Ducks on the Wall          | 3:20 |
| 11. | A Face in the Crowd        | 2:17 |
| 12. | You Can't Stop the Music   | 3:12 |

| 13. | Everybody's a Star (Starmaker) (version single) | 2:54 |
| 14. | Ordinary People (en concert)                    | 3:44 |
| 15. | You Make It All Worthwhile (en concert)         | 4:17 |
| 16. | Underneath the Neon Sign (en concert)           | 4:05 |

## Musiciens
- Ray Davies : chant, guitare
- Dave Davies : guitare, chœurs
- John Dalton : basse
- John Gosling : claviers
- Mick Avory : batterie
- June Ritchie (en) : voix